# Helmgrasuil
De helmgrasuil (Mythimna litoralis) is een nachtvlinder uit de familie van de uilen (Noctuidae). De wetenschappelijke naam van deze soort is als Leucania litoralis voor het eerst geldig gepubliceerd door Curtis in 1827.

## Beschrijving
De voorvleugellengte bedraagt tussen de 15 en 18 millimeter. De grondkleur van de voorvleugels is lichtbruin. Opvallend zijn de witte aders, met name de ader in de lengterichting midden over de vleugel. De achtervleugels zijn glanzend wit.
De rups is lichtoker van kleur en wordt 42 tot 46 millimeter lang. De rups heeft een witte ruglijn en een lichtbruine kop.

## Levenscyclus
De rups van de helmgrasuil is te vinden van augustus tot mei, en overwintert. Als waardplant wordt helmgras, soms ook andere grassen, gebruikt. De rups leeft in de stengels en later wortels van de waardplant. De soort overwintert als ei. De vlinder kent één generatie die vliegt van eind mei tot en met augustus. Soms is er in september en oktober een partiële tweede generatie.

## Voorkomen
De soort komt verspreid voor langs de kusten van Marokko via Denemarken tot de Baltische staten en ook van het zuidelijk deel van de Britse Eilanden. De helmgrasuil is in Nederland en België een zeldzame soort langs de kust in de duinen en op de waddeneilanden. 